# West Roy Lake
West Roy Lake est une census-designated place située dans le comté de Mahnomen, dans l’État du Minnesota, aux États-Unis. Lors du recensement de 2020, elle comptait 56 habitants.